# Eric Backman
Eric Backman   (Acklinga, 18 de maig de 1896 - Skövde, 29 de juny de 1965) fou un atleta suec, especialista en curses de fons, que va competir en els anys posteriors a la Primera Guerra Mundial.
El 1920 va prendre part en els Jocs Olímpics d'Anvers, on disputà cinc proves del programa d'atletisme. En aquestes proves guanyà quatre medalles: la de plata en la cursa de cros individual; i la de bronze en les curses de cros per equips, formant equip amb Gustaf Mattsson i Hilding Ekman, 3.000 metres per equips, formant equip amb Sven Lundgren i Edvin Wide; i 5.000 metres. També disputà la cursa dels 10.000 metres, però es desconeix la posició exacta en què la finalitzà.
Backman guanyà deu campionats nacionals dels 5.000 i 10.000 metres entre 1918 i 1923.

## Millors marques
- 5.000 metres. 14' 51.0" (1919)
- 10.000 metres. 31' 02.2" (1921)[1]